# Echelon Place
Echelon Place fue un proyecto con coste estimado de 4 mil millones de dólares que se hubiese ubicado en Las Vegas. La construcción empezó en el 2007 pero más tarde el proyecto fue cancelado.
Fue un proyecto para construir un edificio multiusos con un total de 87 acres y un área de casino de 140 000 pies cuadrados (13 000 m²), 4 hoteles con 5 300 habitaciones, 25 restaurantes y bares, el Las Vegas ExpoCenter de 650 000 pies cuadrados, y un centro de convenciones con espacio de 1 millón de pies cuadrados (90 000 m²).  El Echelon Resort tendría un total de 3 300 habitaciones operadas por Boyd. Los otros hoteles hubiesen sido operados por Shangri-La, Delano y Mondrian.